# Onthophagus hirsutulus
Onthophagus hirsutulus är en skalbaggsart som beskrevs av Lansberge 1883. Onthophagus hirsutulus ingår i släktet Onthophagus och familjen bladhorningar. Inga underarter finns listade i Catalogue of Life.